# Детские сады в Финляндии
Детский сад (фин. päiväkoti) является частью системы дошкольного воспитания. Его назначение — создать детям и их семьям достаточно высокий уровень для роста и развития, а также осуществлять уход, воспитание и следить за безопасностью когда родители не могут делать этого сами, например будучи на работе.
В Финляндии совместно с детскими садами функционируют также необязательная предшкола (фин. esikoulu) — учебное заведение для детей с 6 лет перед начальной школой.

## История понятия
Ханна Ротман и Елизабет Аландер основали в Хельсинки совместно в 1890 народный детский сад взяв за образец берлинский Pestalozzi-Fröbel-Haus, ранее, в 1888 Ханна Ротман основала частный детский сад.

### Ключевые личности
- Иоганн Генрих Песталоцци
- Фридрих Фрёбель
- Мария Монтессори

## Работа детских садов
Большая часть детских садов это предоставляемое семьям обслуживание от общины — кунты, часть частные. Базовой идеей может быть педагогика Монтессори или Штайнеровская педагогика. В детском саду часто работает предшкола и может быть организовано языковое гнездо (фин. w:fi:Kielikylpy) на различных языках, что требует двуязычных преподавателей. В настоящее время в финских детских садах составляется совместно с родителями индивидуальная программа воспитания.

### День в детском саду
День ребёнка в детском саду состоит из игр, которые ребёнок выбирает и придумывает сам, так и под руководством воспитателя. Завтрак, обед и полдник происходят в детском саду. Прогулок на свежем воздухе обычно две, между ними происходит отдых — сон. Различные походы и культурные мероприятия осуществляются согласно разработанной программе. Рабочий ритм в каждом детском саду немного отличается. Обычно в детском саду ребёнок учится ходить на лыжах, кататься на коньках и плавать, ходить в поход — как правило это прогулка в ближайший парк или лес.

### Персонал детского сада
Персонал состоит из воспитателей и обслуживающего персонала. Руководитель детского сада должен быть компетентен в вопросах педагогики и иметь соответствующее образование. Воспитатели детского сада получают образование в университете или высшей профессиональной школе. Также в саду работают няни, помощники, персонал на кухне, уборщицы.

### В Финляндии рекордное количество взрослых на одного ребёнка
Из стран, входящих в ОЭСР в Финляндии выше среднего финансирование в системе дошкольного воспитания и рекордное количество персонала на одного ребёнка до 3-х лет: четыре ребёнка на одного взрослого. Упрёком может быть то, что из 3-5-летних детей только малая часть посещает детские сады и очень мало мужчин трудится этой области.

## Расходы
Уход за ребёнком в детском саду обходится в среднем 100 евро в месяц на ребёнка (2010). Самый дорогой уход за самыми маленькими. В больших городах уход обходится в 4958 евро, а в частных садах 5353 евро в год на ребёнка, с муниципальными расходами сумма удваивается (9 449 — 11 184 евро в год).